# Thomas Wagner (Fußballspieler)
Thomas „Schutti“ Wagner (* 9. Oktober 1976 in Fürstenfeld; † 15. März 2023 ebenda) war ein österreichischer Fußballspieler.

## Sportliche Laufbahn

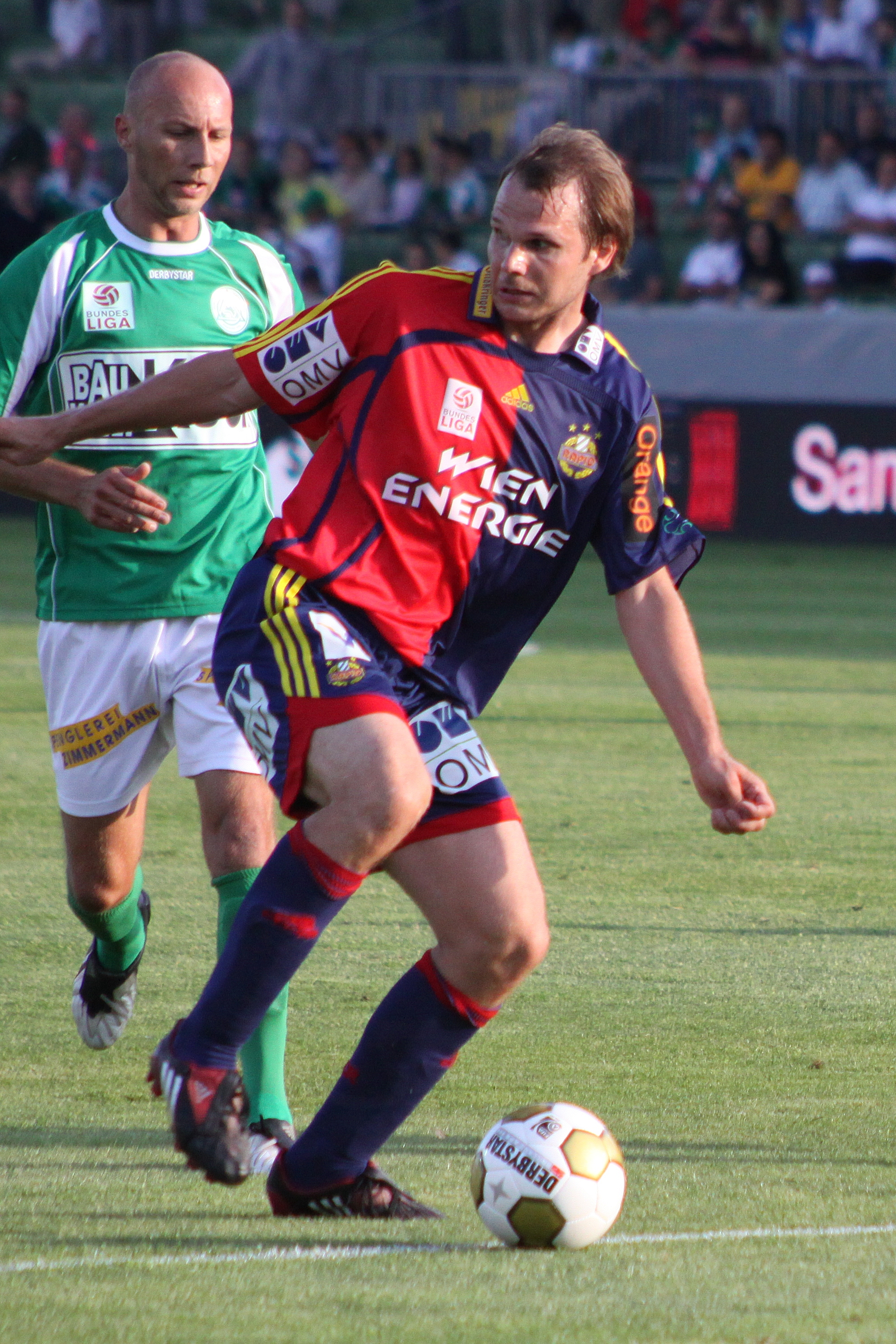
Thomas Wagner (hinten) und Markus Heikkinen (Juli 2009)

Wagners erster Verein war der SV Rohrbrunn, wo er – mit einjähriger Unterbrechung beim SV Deutsch Kaltenbrunn – den Jugendbereich durchlief.
Nachdem er erste Einsätze im Herrenteam absolviert hatte, wechselte er mit Erreichen des Erwachsenenalters in der Winterpause 1995/96 auf Leihbasis bis zum Saisonende zum TSV Hartberg. Seine nächste Leihstation führte ihn im Sommer 1996 zum SV Stegersbach, bei dem er eine komplette Saison blieb. Nach seiner Rückkehr nach Rohrbrunn kam er noch eine Spielzeit lang für den Amateurverein zum Einsatz und wechselte im Sommer 1998 zum SV Neuberg, wo ihm sein Durchbruch gelang. Unter anderem errang er 2000 beim BFV Hallenmasters mit fünf Treffern die Trophäe des erfolgreichsten Torschützen. Dadurch wurde der SV Mattersburg auf ihn aufmerksam. Der Verein verpflichtete ihn ab Juli 2000 für die Profimannschaft, wobei er aber auch für die Amateure zum Einsatz kam.
Mit dem SV Mattersburg gelang Wagner der Aufstieg in die österreichische Bundesliga. Am 26. Juli 2003 kam er gegen den SK Sturm Graz zu seinem Debüt in der höchsten österreichischen Liga und erzielte gleich sein erstes Bundesligator. Sein größter Erfolg war der Einzug ins Cupfinale 2006 mit Mattersburg gegen die Austria aus Wien (0:3). Mattersburg schaffte mit Wagner erstmals den Einzug einer  Mannschaft aus dem Burgenland in das Endspiel des ÖFB-Cup. Wagner gehörte zu den Stammspielern der Burgenländer, für die er über 200 Spiele absolvierte. Am 13. Mai 2010 beendete er im Dress des SV Mattersburg im Heimspiel gegen den SK Rapid Wien (1:3) seine Profikarriere als Fußballspieler. Rund zwei Wochen später absolvierte er noch ein Spiel für die zweite Mannschaft der SV Mattersburg und erzielte dabei auch ein Tor. Nach einem kurzen Zwischenstopp beim Regionalligisten SV Stegersbach ließ er seine Karriere als Aktiver von 2011 bis 2015 bei seinem Heimatverein SV Rohrbrunn, bei dem er mitunter auch seit 2005 als Obmann im Amt war, ausklingen. 2017 und 2018 gab er zwei Comebacks und kam jeweils in einem Spiel zu Einsatzminuten.

## Berufslaufbahn
Vor seinem Tod arbeitete der gelernte Bürokaufmann mehr als zehn Jahre lang im Landesdienst; zuletzt bei der Bezirkshauptmannschaft Jennersdorf.

## Tod
Am 15. März 2023 starb Wagner überraschend mit 46 Jahren in seiner Geburtsstadt im LKH Feldbach-Fürstenfeld.